# Mathilda Roos

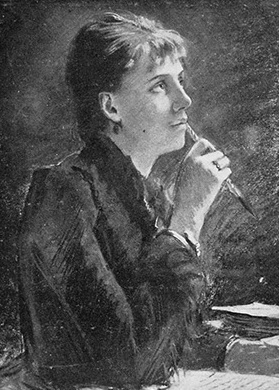

Lovisa Mathilda Roos (* 2. August 1852 in Stockholm, Schweden; † 17. Juli 1907 in Stocksund, Gemeinde Danderyd) war eine schwedische Schriftstellerin.

## Leben und Werk
Mathilda Roos war eine Tochter des Oberst Malte Leopold Roos (1806–1882) und seiner Ehefrau Mathilda (Tilda) Beata Meurk (* 1821). Wie ihre jüngere Schwester Anna erhielt sie eine sorgfältige Erziehung, zuerst durch Privatlehrer, ab 1867 auf der Åhlinska skolan. Sie ging aber schon 1869 von der Schule ab und lebte zunächst das Leben einer Tochter aus großbürgerlichem Haus. Zu ihren Hobbys gehörten neben Gesang und Theater auch das Verfassen von Milieustudien, von denen manche im Svenska Familj-Journalen veröffentlicht wurden.
Die Lektüre von August Strindbergs Roman Röda rummet aus dem Jahr 1879 weckte in ihr den Wunsch, eine ernsthafte Schriftstellerin zu werden. Gleich ihr erster Roman Marianne (1881) wurde ein großer Erfolg, ebenso wie der im selben Jahr zuerst in der Zeitung  Stockholms Dagblad und 1886 als Buch erschienene Roman Höststormar. Neben Strindberg gehörten in dieser frühen Periode Jens Peter Jacobsen und Ludwig Büchner zu ihren  wichtigsten Einflüssen. Roos übte Gesellschaftskritik und griff gerne Frauenfragen auf, z. B. die lesbische Liebe (in Berättelser och skizzer, 1884) oder die Unterdrückung von Frauen in einer von Männern dominierten Gesellschaft (in Hårdt mot hårdt, 1886).
Der Tod ihres Vaters 1882 und die Auflösung ihrer Verlobung lösten eine Krise aus und führten zu einer Nervenkrankheit, die aber ihre Arbeitskraft nicht dauerhaft einschränkte. Roos gehörte 1885 zu dem Gründerinnen des Frauenkulturvereins Sällskapet Nya Idun und war auch im Fredrika-Bremer-Förbundet aktiv.

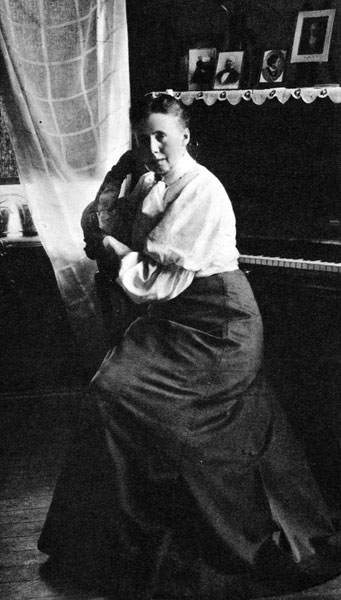
Mathilda Roos, ca. 1900

Nachdem bereits die Lektüre von Tolstois Schriften und einer Predigt des englischen Theologen Frederick William Robertson Zweifel an ihrer materialistischen Weltanschauung ausgelöst hatte, lernten Mathilda Roos und ihre Schwester Anna 1888 die Missionarin Fredda Hammar kennen. Beide wurden durch sie entscheidend vom Geist der Gemeinschaftsbewegung geprägt. Sie traten dem schwedischen Zweig der Young Women’s Christian Association bei und gehörte bald zu deren Vorstand. Ab 1892 gab Mathilda Roos Hemåt, die Zeitschrift des YWCA, heraus und beteiligte sich 1894 an der Gründung des Frauenmissionsverein Kvinnliga Missions Arbetare (KMA).
Mit der Hinwendung zum christlichen Glauben änderte sich auch Roos′ schriftstellerische Arbeit. So veröffentlichte sie nun auch Kinderbücher. Ansonsten blieben die Themen ihrer Romane noch dieselben wie in der Zeit zuvor, aber statt des pessimistischen Tons dominierte nun eine optimistische Weltsicht, die auf Veränderung durch ein lebendiges Christentum setzte. In Familjen Verle (1889) zeigte sie, wie der Glaube eine junge Frau nach einer durch den Selbstmord des Vaters ausgelösten Lebenskrise stärkte; in Genom Skuggor (1891) und Hennes son (1904) porträtierte sie Pfarrer der lutherischen Staatskirche, die sich mit der Arbeiterbewegung solidarisierten. Ihr größter Erfolg Hvit ljung (1907) machte auf die prekäre Lage der Volksschullehrerinnen aufmerksam und trug dazu bei, dass die Regierung deren Gehälter deutlich anhob. Die Bücher wurden vom Publikum weiter geschätzt; die Literaturkritik reagierte jedoch irritiert und warf Roos eine Abkehr von den Idealen des Modernen Durchbruchs und eine Hinwendung zu Erbauungsliteratur vor. Diese Auffassung wird jedoch von der neueren Literaturwissenschaft zurückgewiesen.
In mehreren Broschüren setzte Roos sich ab 1894 mit der Frauenrechtlerin Ellen Key auseinander und warf ihr vor, den Sinn des Lebens gerade für Frauen auf Selbstverwirklichung zu reduzieren, statt sie zu einem tätigen Leben aufzurufen.
1903 ließ Roos mit ihrer Freundin Laura Fitinghoff die Villa Furuliden in Stocksund bauen, in der beide bis zu ihrem Tod lebten.
Mehrere ihrer Bücher wurden in andere Sprachen, auch ins Deutsche, übersetzt.
Mit ihrer Schwester gründete Mathilda Roos die Mathilda och Anna Roos stiftelse zur Unterstützung von Mitgliedern des YWCA.